# Södermanlands runinskrifter 346
Södermanlands runinskrifter 346 är en runinskrift i Gerstaberg, Ytterjärna socken i Södertälje kommun.

## Ristningen
slakui x auk x san x þiRsi x rstu x stahin x it boata x auk at + bruþur sin
'slakui ok san þæiRSi ræistu stæin at boanda ok at broður sinn.
Tolkning: Slagve och Sven (?) de reste stenen efter husbonden och efter sin broder.

## Beskrivning
Runsten av grå granit. Den är 1,4 meter hög, 0,9 meter bred och 0,3 meter tjock. Runhöjden är 6-11 centimeter. Inskriften är numera fragmentarisk. Ristningen börjar i rundjurets huvud och skall läsas från höger till vänster, alltså med omvända runor. Stenens övre del verkar vara borttagen, eller bortslagen. 
Med sitt enkla kors påminner stenen om Sö 342, i Ströpsta. Ett runstensfragment som numera är försvunnet. En likhet mellan de båda inskrifterna är också förekomsten av omvända runor. Troligen är de ristade av samme man.
Runstenen var enligt "Sveriges runinskrifter" (SRI Band 3, 1924-1936) försvunnen.

## Fler bilder

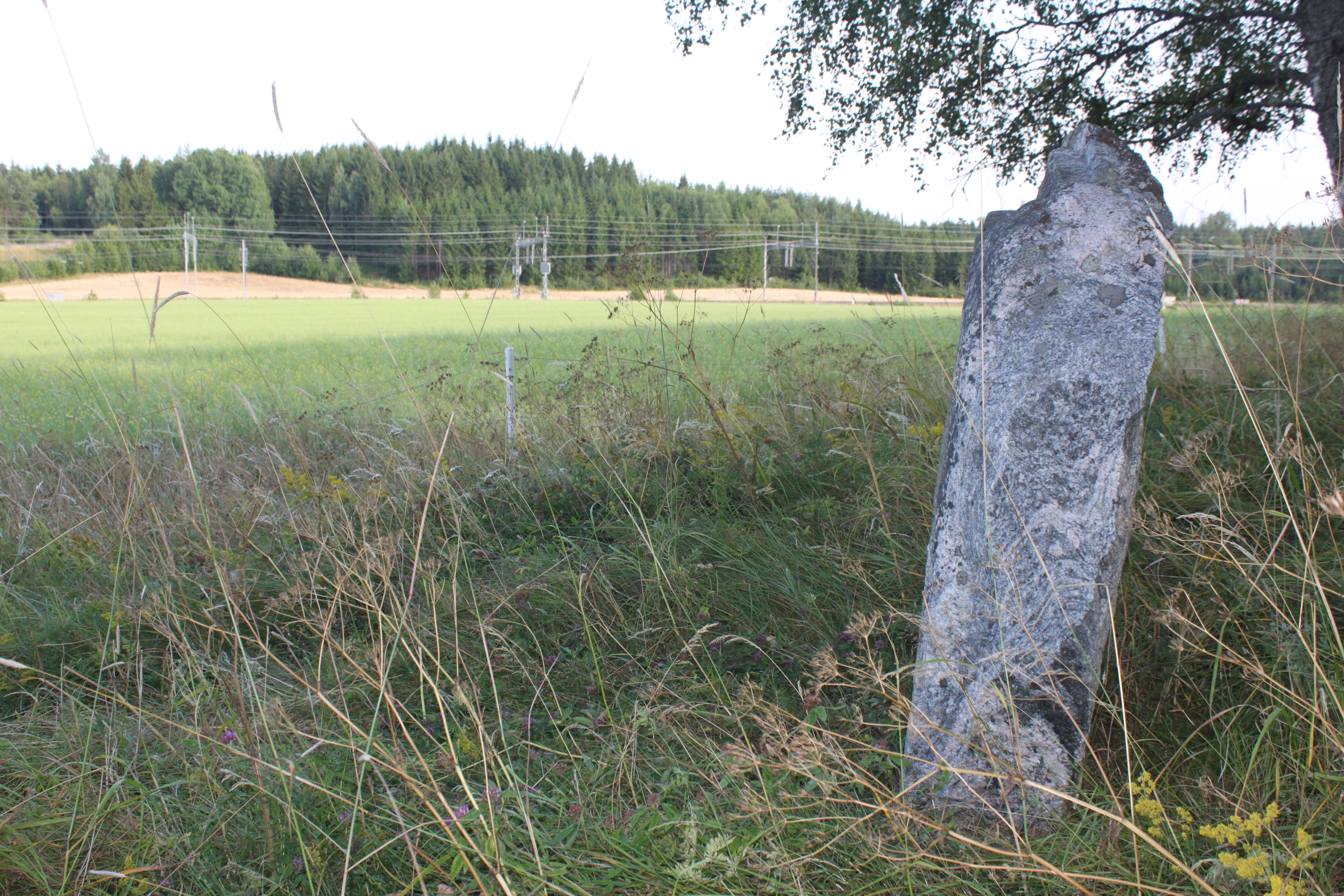
Ena sidan av Sö 346.
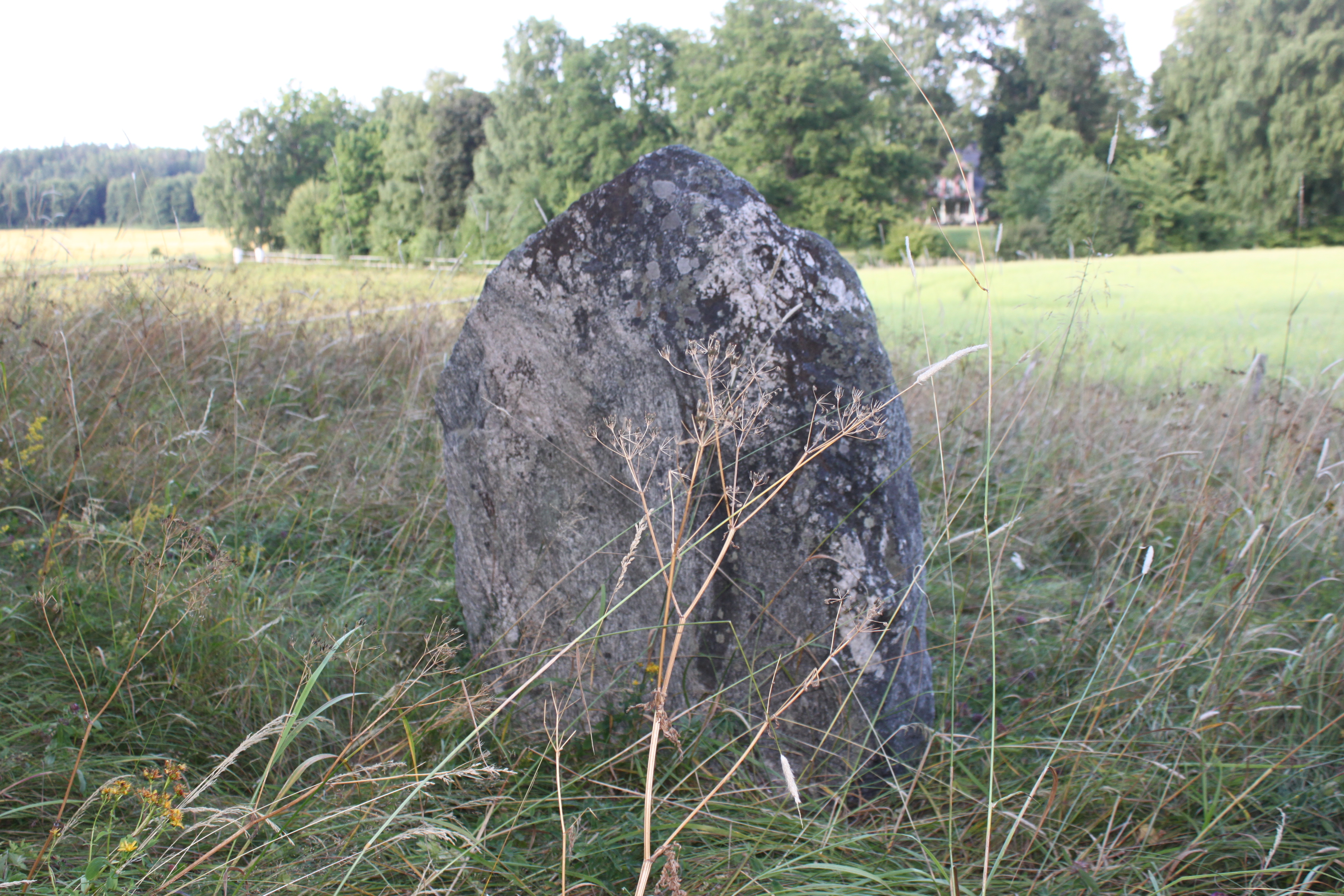
Baksidan av Sö 346.
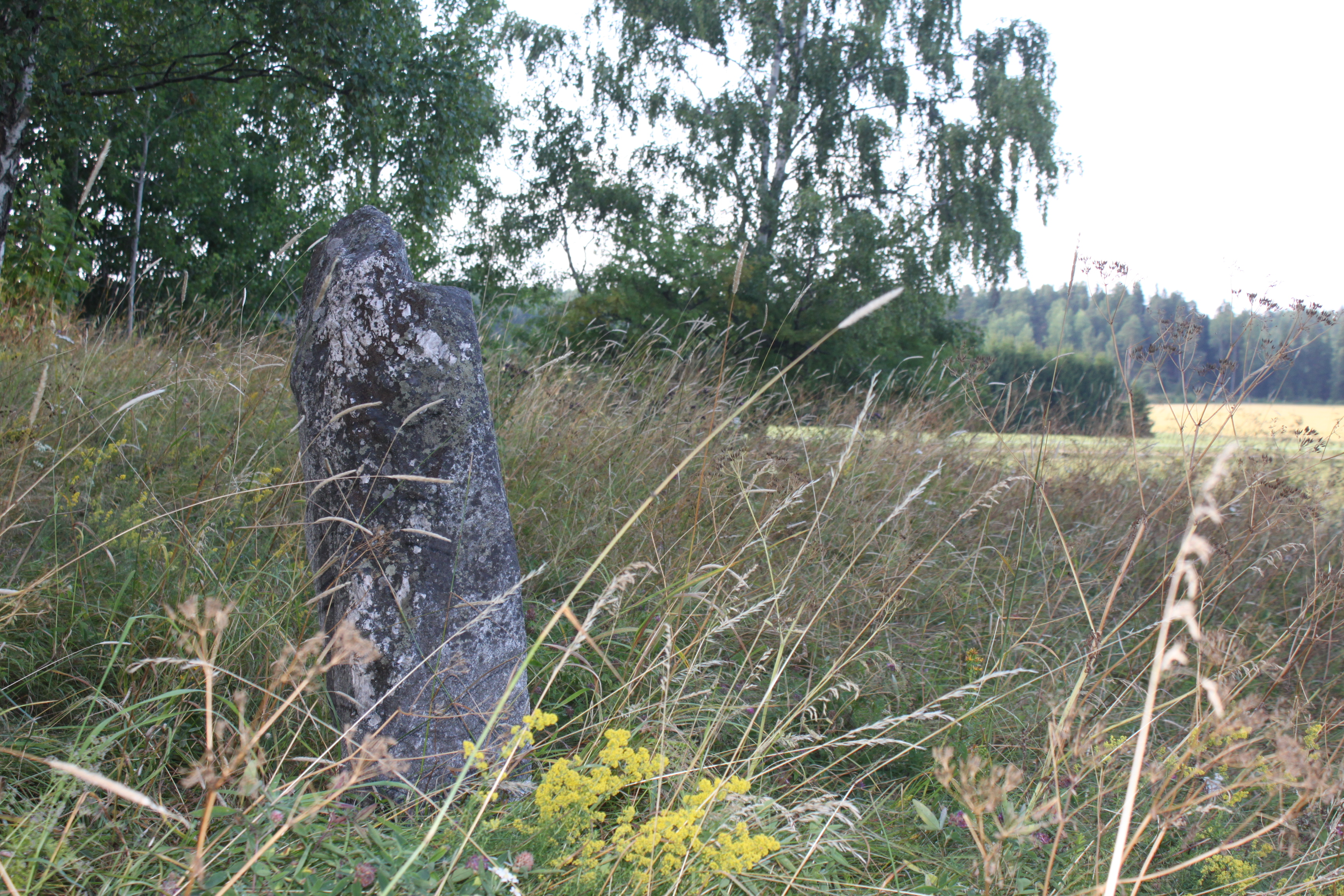
Andra sidan av Sö 346.